# Montevideo Wanderers
Montevideo Wanderers Fútbol Club, zwykle znany jako Wanderers, jest urugwajskim klubem piłkarskim z siedzibą w mieście Montevideo.

## Osiągnięcia
- Mistrz Urugwaju (3): 1906, 1909, 1931

## Historia
Klub założony został 25 sierpnia 1902. Początkowo klub występował w koszulkach w niebiesko-białe paski. Wanderers zmienił je na dzisiaj stosowane czarno-białe w hołdzie dla zaprzyjaźnionego z nimi argentyńskiego klubu CA Estudiantes. Zdobyte w 1931 mistrzostwo Urugwaju jest jak dotąd ostatnim mistrzowskim tytułem zdobytym przez Wanderers. Ponieważ w 1931 po raz ostatni rozgrywano amatorskie mistrzostwa kraju, klub jednocześnie szczyci się posiadaniem tytułu ostatniego amatorskiego mistrza Urugwaju.
Klub rozgrywa swoje mecze domowe na co najmniej czterech stadionach. Jednym z nich jest stadion klubu Liverpool - Estadio Belvedere. W swojej historii klub przeżywał wiele okresów "bezdomności". Obecny stadion klubu - Estadio Alfredo Víctor Viera, położony jest w dzielnicy Prado w Montevideo.